# Agathosma cedrimontana
Agathosma cedrimontana är en vinruteväxtart som beskrevs av Dümmer. Agathosma cedrimontana ingår i släktet Agathosma och familjen vinruteväxter. Inga underarter finns listade i Catalogue of Life.